# Петер Бойсен-Єнсен
Петер Бойсен-Єнсен (18 січня 1883, Південна Ютландія, Данія — 31 липня 1959, Копенгаген, Данія) — данський фізіолог рослин, відомий працями з дослідження фітогормонів. Член Королівської данської академії наук.

## Біографія
Походив з сільської місцевості в Південній Ютландії, виріс на фермі. Поступив на підготовче відділення для вступу на медичний факультет, але зацікавився ботанікою та під впливом Еугеніуса Вармінга став вивчати фізіологію рослин. В університеті його викладачами були Расмус Педерсен та Вільгельм Йогансен. Бойсен-Єнсен здобув ступінь магістра 1908 року. З 1907 року він був призначений асистентом кафедри фізіології рослин, 1922 року став її лектором, а 1927 року після смерті Йогансена очолив кафедру.
1909 року він 3 місяці стажувався в лабораторії Вільгельма Пфеффера в Лейпцигу та 4 місяці в біохіміка Ернста Шульце в Цюриху. 1910 року він захистив докторську дисертацію на тему розщеплення вуглеводів під час дихання в рослин.

## Наукові дослідження
Бойсен-Єнсен відомий дослідженнями фітогормонів. Першу статтю в цій галузі він опублікував 1910 року, описавши фототропізм у колеоптилі вівса. Розділивши освітлену та неосвітлену частину лусочки, він спостерігав тропізм в обох частинах рослинної тканини, звідки зробив висновок про наявність молекулярного чи іонного механізму тропізму.
Автор підручника з фізіології рослин, що витримав 3 видання данською та німецькою мовами.

## Нагороди й звання

### Членство в академіях наук
- Член Данської королівської академії наук
- Американська академія наук і мистецтв
- Німецька академія Леопольдіна

### Почесні звання
- Почесний професор Університету Осло
- Почесний професор Університету Ааруса
- Член-кореспондент Американського товариства фізіологів рослин